# Héctor Illueca
Héctor Illueca Ballester (Valencia, 8 de agosto de 1975) es un inspector de trabajo y político español que entre 2021 y 2023 ejerció el cargo de Vicepresidente Segundo y consejero de Vivienda y Arquitectura Bioclimática de la Generalidad Valenciana. Entre 2020 y 2021 fue director de la Inspección de Trabajo y Seguridad Social.
Previamente, se desempeñó como diputado del Congreso de los Diputados por Valencia en la xiii y xiv legislatura dentro del Grupo Parlamentario Confederal de Unidas Podemos-En Comú Podem-Galicia en Común.

## Biografía
Nacido el 8 de agosto de 1975 en Valencia, se doctoró en Derecho por la Universidad de Valencia (UV). Inspector de trabajo y profesor de la UV, estuvo vinculado al Frente Cívico «Somos Mayoría» fundado por Julio Anguita.
Fue coautor en 2018 junto a Manuel Monereo y Julio Anguita de una serie de artículos críticos con la Unión Europea y defensores de diferentes medidas del gobierno italiano de alianza entre la Lega y el Movimiento 5 Estrellas, que generaron una enconada polémica intelectual dentro de la izquierda española.
Candidato en el número 1 de la lista de Unidas Podemos por la circunscripción de Valencia de cara a las elecciones en el Congreso de los Diputados de abril de 2019, resultó elegido diputado de la xiii legislatura, integrándose en el Grupo Parlamentario Confederal de Unidas Podemos-En Comú Podem-Galicia en Común. Revalidó el acta tras la repetición electoral que tuvo lugar en noviembre de ese año para la XIV legislatura.
El 21 de enero de 2020 fue nombrado director general de la Inspección de Trabajo y Seguridad Social, abandonando su escaño como diputado. Tomó posesión como director general el 3 de febrero. Cesó en este cargo el 9 de septiembre de 2021, tras anunciarse que sería nombrado vicepresidente segundo y consejero de Vivienda y Arquitectura Bioclimática del Gobierno de la Generalidad Valenciana.
En octubre de 2022, Illueca anunció que se presentaría a las primarias de Podemos para ser el candidato de la formación morada a la Presidencia de la Generalidad en las elecciones autonómicas de mayo de 2023. En dichos comicios, Unidas Podemos perdió toda su representación al no alcanzar la barrera electoral del 5% .

## Obras
Coautor
- Illueca Ballester, Héctor; Guamán Hernández, Adoración (2012). El huracán neoliberal. Una reforma liberal contra el trabajo. Sequitur.[12]
- Monereo, Manolo; Illueca, Héctor (2015). Por un nuevo proyecto de país. El Viejo Topo.[13]
- Monereo, Manolo; Illueca, Héctor (2017). España: un proyecto de liberación. El Viejo Topo.[13]